# 大区小区制
大区小区制（だいくしょうくせい）とは、日本の明治時代に施行された地方制度である。
従来の小規模の町村では効率的な行政が実施できないため、町村を大区・小区に再編成したものであった。府県の下に大区を置き、大区の下に小区を置くことを基本とするが、実際は府県によって様々である。例えば「第9大区6小区」など、数字で行政区域が表された。

## 法令上の沿革
- 明治4年4月4日（1871年5月22日） - 全国一律の戸籍を作るための準備として、政府は戸籍法[2]を制定し編製の単位として区を置いた。区分法に特に定めがなく、戸長と副戸長が戸籍事務を掌ると定めているものの、それは従来の庄屋・名主・年寄を充てても別人を充てても良いとして、府県に大幅な自由度が認められていた。
- 明治5年
  - 4月9日（1872年6月10日） - 政府は江戸時代からの庄屋、名主、年寄、大庄屋等を廃止した[3]。かわりに華族や士族も含めて全国一律に、戸長と副戸長を置いた。
  - 10月10日（1872年11月10日） - この区を大区と改称し、その下に旧来の町村を幾つかまとめて小区を置いた[4]。大区には区長、副区長を置いた。小区には戸長と副戸長を置き、これには江戸時代の村役人（庄屋・名主）や町役人（年寄など）、大庄屋などの経験者を任命した。これが、大区小区制である。区の名前には数字を用いた。東京府においては6つの大区を置き、97の小区を置いた。
- 明治11年（1878年）7月22日 - 地方三新法の一つである郡区町村編制法[5]の制定により廃止された。

## 各県での施行状況

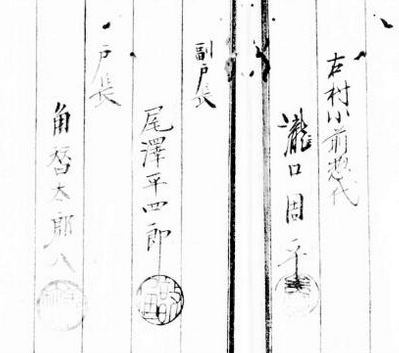
第三大区十小区に属する浜松県城東郡小貫村の村費取調書（部分）。戸長、副戸長、小前惣代の3名が連署し、1875年7月に浜松県令に提出された

まず単一区制を取ってから大区小区制に切り替えた県が多いものの、当初から大区小区制を採用した県、中途で単一区制に転換した県、一貫して単一区制を採った県など、様々である。また形式上は大区小区制を採っていても、大区、小区、またはその双方に役人が置かれず、有名無実のものとなった県も数多い。
大区小区制には明治新政府による「人目一新、旧弊除去」の意図があるとされているが、実際にその狙い通りに施行されたとは限らず、現実には様々な妥協が行われた。旧来の郡を無視して区画した県もあれば、郡を基礎として区分した県もあり、さらには旧来の支配構造（改革組合など）をほぼ温存した県もある。井戸庄三は以下の3類型に分類できるとしている
新潟・愛媛県型
「統治」優先。郡とは無関係に人為的・画一的に区画化されたため、実情との乖離を解消するため度々改編が必要になった。区長・戸長らは官選であり、「人目一新、旧弊除去」の方針が徹底されている。町村には役人が配置されず、行政・自治の両面で無視された。
滋賀・静岡県型
「自治」尊重。郡などの歴史的領域を継承して区画が編成された。町村には民選の戸長らが置かれ、自治単位としてまた行政単位として機能した。
愛知県型
「行政」優先。町村に官選の役人を配置して行政の末端と位置づけるが、同時に民選の役人を置いて自治単位としての役割を担わせている例が多い。

## 評価
直接の目的とした戸籍編製は壬申戸籍に結実したが、大区小区制は不評であった。旧来地域の様々な問題を自治的に解決してきた町村を否定して、代わりに中央の命令の伝達と施行のみを行う機関を設けたためである。近代化を急ぐあまり固有の慣習から乖離した、地方の実情に合わない制度であった。
この失敗に対する反省および自由民権運動の高まりにより地方政治への住民の参加を認める必要性が出てきたことから、明治11年（1878年）に新たに郡区町村編制法が制定され、地方制度の見直しが図られた。